# 쓰르라미 울 적에 반
《쓰르라미 울 적에 반》({{ja-y|ひぐらしのなく頃に絆|ひぐらしのなくころに きずな})는 동인 서클 07th Expansion이 제작한 동인 게임 《쓰르라미 울 적에》를 원작으로 하는 닌텐도 DS용 사운드 노벨이다. 2008년부터 1권씩 알케미스트를 통해 발매하고 있다. 약칭은 "쓰르라미 반". 타이틀의 《ひぐらしのなく頃に絆》에서 "な"는 붉은 글씨로 "絆"은 보라색 글씨로 표기하며 로고에서 絆의 문자는 앏은 물색을 씌운 모습이다.

## 작품 목록

### 쓰르라미 울 적에 키즈나 제 1권・타타리
(ひぐらしのなく頃に絆 第一巻・祟)
- 오니카쿠시 편 (鬼隠し編)
- 와타나가시 편 (綿流し編)
- 타타리고로시 편 (祟殺し編)
- 소메우츠시 편 (染し編)

### 쓰르라미 울 적에 키즈나 제 2권・소우
(ひぐらしのなく頃に絆 第二巻・想)
- 히마츠부시 편 (暇潰し編)
- 메아카시 편 (目明し編)
- 카케보우시 편 (影紡し編)
- 이본·히루코와시 편 (異本・昼壊し編)

### 쓰르라미 울 적에 키즈나 제 3권・라센
(ひぐらしのなく頃に絆 第三巻・螺)
- 츠미호로보시 편 (罪滅し編)
- 미나고로시 편 (皆殺し編)
- 요이코시 편 (宵越し編)
- 토키호구시 편 (解し編)

### 쓰르라미 울 적에 키즈나 제 4권・키즈나
(ひぐらしのなく頃に絆 第四巻・絆)
- 마츠리바야시 편 (祭囃し編)
- 미오츠쿠시 편 (澪尽し編)
- 사이코로시 편 (賽殺し編)
- 코토호구시 편(言祝し編)